# Ayunan
Ayunan is een bestuurslaag in het regentschap Badung van de provincie Bali, Indonesië. Ayunan telt 2161 inwoners (volkstelling 2010).